# سدیاش
سدیاش (انگلیسی: Sedyash) یک شهرک در شهرستان بلاگووشچنسکی باشقیرستان کشور روسیه است.